# سخنرانی انتخاباتی
«سخنرانی انتخاباتی» نام آهنگی در سبک رپ و به شکل فیری‌استایل است که توسط رپر آمریکایی، امینم در تاریخ ۱۹ اکتبر ۲۰۱۶ و در روز سوم مناظره انتخابی ریاست جمهوری، دقیقاً ۱۹ روز قبل از انتخابات ریاست‌جمهوری ایالات متحده آمریکا منتشر شد. سپس در ۲۲ اکتبر ۲۰۱۶، روی آی‌تیونز و دیگر سرویس‌های پخش آنلاین موسیقی مانند اسپاتیفای قرار گرفت.

## ترکیب بندی
«سخنرانی انتخاباتی» یکی از طولانی‌ترین آهنگ‌های امینم است، طوری‌که او در این آهنگ حدود ۸ دقیقه کامل، بدون هیچ همخوان و یا پُلی، رپ می‌کند. او در این آهنگ دونالد ترامپ را دیس کرد و به افراد مشهور دیگری مانند ادوارد نورتون، جورج زیمرمن، دایلان روف، رابین تیک، بن استیلر، کالین کپرنیک و دیوید هسلهاف اشاره کرد. از ویژگی‌های این آهنگ اشعار بحث‌برانگیز آن است که بیشتر حول ترامپ، روف و زیمرمن می‌باشند.

## انتشار
در ۱۸ اکتبر ۲۰۱۶، ایکان آنونسی از آهنگ را در صفحه رسمی‌اش در فیسبوک قرار داد و اعلام کرد که این قطعه به زودی منتشر می‌شود. در تویتر نیز امینم نوشت: «نگران نباشید، من مشغول کار کردن روی یک آلبوم هستم. ضمناً این یک آهنگ را داشته باشید» و آهنگ را ضمیمه کرده بود.

## چارت‌ها
| چارت (۲۰۱۶)                                               | رتبه اولیه |
| --------------------------------------------------------- | ---------- |
| Bubbling Under R&B/Hip-Hop Singles ایالات متحده (بیلبورد) | ۹          |